# Moutiers (Ille-et-Vilaine)
Moutiers (bretonisch: Mousterioù; Gallo: Móstiers) ist eine französische Gemeinde mit 905 Einwohnern (1. Januar 2022) im Département Ille-et-Vilaine in der Region Bretagne. Sie gehört zum Arrondissement Fougères-Vitré, zum Kanton La Guerche-de-Bretagne und zum Gemeindeverband Vitré Communauté. Die Einwohner werden Moutierrains genannt.

## Geografie
Moutiers liegt etwa 48 Kilometer ostsüdöstlich von Rennes im Osten der Bretagne an dem Fluss Seiche. Umgeben wird Moutiers von den Nachbargemeinden Domalain im Norden und Westen, Saint-Germain-du-Pinel im Norden und Nordosten, Gennes-sur-Seiche im Osten und Nordosten, Availles-sur-Seiche im Osten und Südosten sowie La Guerche-de-Bretagne im Süden und Südwesten.

## Bevölkerungsentwicklung
| Jahr                      | 1962 | 1968 | 1975 | 1982 | 1990 | 1999 | 2006 | 2013 |
| Einwohner                 | 717  | 650  | 594  | 625  | 638  | 655  | 775  | 952  |
| Quelle: Cassini und INSEE |      |      |      |      |      |      |      |      |

## Sehenswürdigkeiten
- Kirche Saint-Martin aus dem 15. Jahrhundert mit Umbauten bis in das 18. Jahrhundert, Monument historique seit 1977

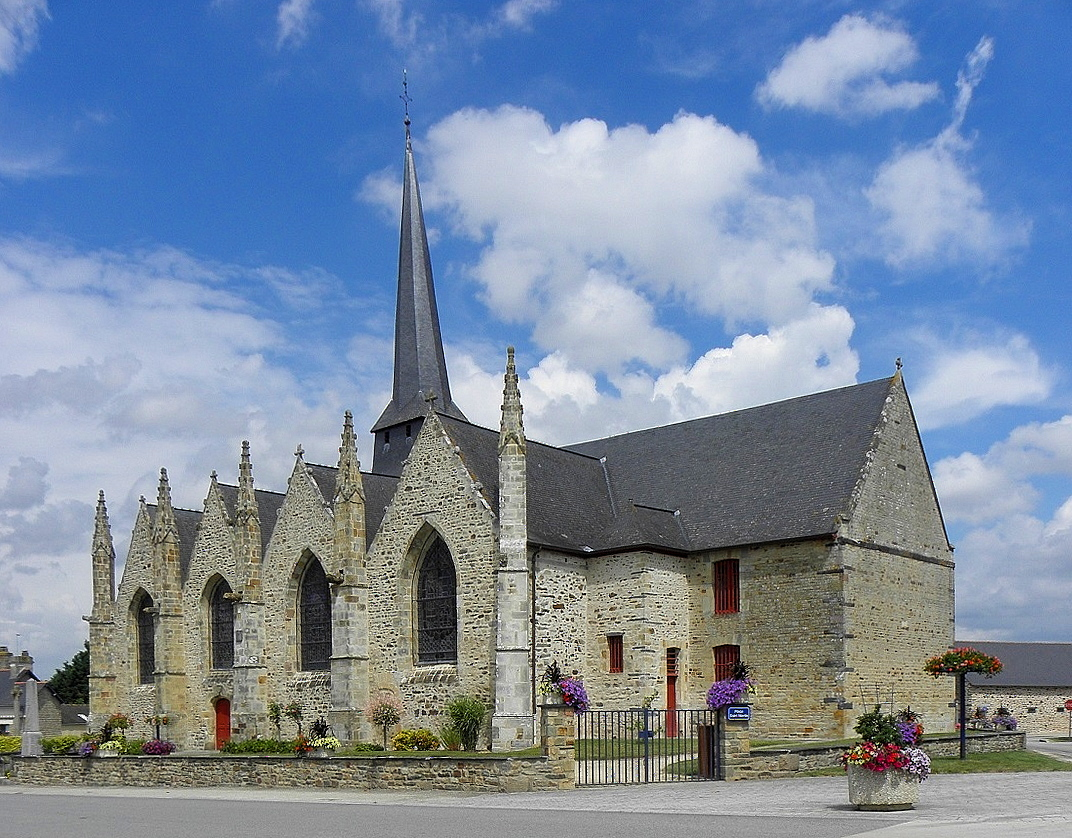
Kirche Saint-Martin

- See von Carcraon